# 台东一路
台东一路是位于中华人民共和国山东省青岛市市北区中西部（即原台东区中部）的一条道路，以“台东”之名称加序数命名。该道路连接台东镇与大港，德占时期（1897-1914年）称为台东镇街（Taitungtschen Straße），第一次日占时期（1914－1922年）为的东段，1923年改称台东一路，沿用至今。
台东一路是青岛老城区的一条东南-西北向的道路。道路全长1165米，宽22米。无轨电车2路、30路在此通过，并在西端设站“台东”。